# De wraak van Dédé
De wraak van Dédé is het 52e stripverhaal van De Kiekeboes. De reeks wordt getekend door striptekenaar Merho. Het album verscheen in oktober 1991.

## Verhaal
In het vorige verhaal, Met de Franse slag, verhuisde het gezin Kiekeboe naar een boerderijtje in het zuiden van Frankrijk, maar door tal van problemen besloten ze terug te keren naar België. Omdat er inmiddels iemand anders in hun vroegere huis woont, nemen ze hun intrek in een appartement.
Tegelijk ontsnapt de Franse misdadiger Dédé la Canaille, die in het vorige verhaal samen met zijn handlanger Petit Robert het gezin Kiekeboe dagenlang gegijzeld hield, uit de gevangenis. Hij is uit op wraak omdat Kiekeboe tegen hem getuigd heeft en stuurt een andere handlanger eropuit om Kiekeboe in de val te lokken. Maar er zijn nog anderen die het op Kiekeboe gemunt hebben.